# Bosanci
Bosanci là một xã thuộc hạt Suceava, România. Dân số thời điểm năm 2002 là 6307 người.